# Premis Pulitzer de 1936
Els següents són els Premis Pulitzer de 1936.

## Premis de periodisme
- Servei públic:
  - Cedar Rapids Gazette per la seva campanya contra la corrupció i el mal govern a l'estat d'Iowa.[1]
  - Menció honorífica al St. Paul Daily News per la seva campanya contra la corrupció i el mal govern a St. Paul.[2]
- Informació:
  - Lauren D. Lyman de The New York Times per la història exclusiva que revela que la família Charles Lindbergh marxava dels Estats Units per viure a Anglaterra.
- Corresponsalia:
  - Wilfred C. Barber del Chicago Tribune pels seus informes sobre la Segona Guerra Italoetíop (pòstum).
  - Mencions honorífiques a:[2]
    - Webb Miller de la United Press per als informes sobre la Segona Guerra Italoetíop.
    - Ashman Brown del Providence Evening Bulletin per la seva corresponsalia des de Washington.
    - Jay G. Hayden de The Detroit News per una sèrie d'articles polítics escrits en un recorregut pel país.
    - James A. Mills de l'Associated Press pel seu article sobre l'arrendament de camps petrolífers etíops a la Standard Oil.
- Redacció Editorial:
  - Felix Morley de The Washington Post per la redacció distingida durant l'any.[3]
  - George B. Parker de Scripps-Howard Newspapers per la seva destacada tasca editorial durant l'any.
- Caricatura Editorial:
  - No es va atorgar cap premi.

## Premis de lletres i drama
- Novel·la:
  - Honey in the Horn de Harold L. Davis (Harper).
- Drama:
  - Idiot's Delight de Robert E. Sherwood (Scribner).
- Història:
  - A Constitutional History of the United States (Una història constitucional dels Estats Units) d'Andrew C. McLaughlin (Appleton).
- Biografia o autobiografia:
  - The Thought and Character of William James (El pensament i el caràcter de William James) de Ralph Barton Perry (Little).
- Poesia:
  - Strange Holiness de Robert Peter Tristram Coffin (Macmillan).